# روژه میلا
روژه میلا (به فرانسوی: Roger Milla) (زاده ۲۰ مه ۱۹۵۲ در یائونده) بازیکن فوتبال سابق تیم ملی فوتبال کامرون و مربی فوتبال است. او در سه جام جهانی ۱۹۸۲، ۱۹۹۰ و ۱۹۹۴ به همراه تیم ملی فوتبال کامرون حضور داشته است. او هم‌چنین با گلی که به روسیه در جام جهانی ۹۴ زد، با ۴۲ سال سن عنوان مسن‌ترین گل‌زن جام جهانی را به‌دست آورد. هم‌چنین تا پیش از جام جهانی ۲۰۱۴ برزیل، مسن‌ترین بازیکن حاضر در جام جهانی شناخته می‌شد که با حضور فرید موندراگون دروازه‌بان ۴۳ سالهٔ کلمبیا در دقایق پایانی دیدار با ژاپن در بازی سوم مرحلهٔ گروهی جام جهانی ۲۰۱۴ رکوردش شکسته شد.
روژه میلا با چهار گلی که در جام جهانی ۹۰ به ثمر رساند، کامرون را به اولین تیم تاریخ آفریقا تبدیل کرد که در یک چهارم نهایی جام جهانی حاضر شده است.
میلا در سال ۲۰۰۴ میلادی از سوی کنفدراسیون فوتبال آفریقا به عنوان برترین فوتبالیست نیم قرن اخیر این قاره برگزیده شد. رقص زیبای او در نزدیکی نقطه کرنر برای شادی گل یکی از اولین شادی‌های پس از گل در تاریخ فوتبال است که در ذهن‌ها ماندگار شده است.و همچنین گلی که در یک هشتم نهایی جام جهانی ۱۹۹۰ وقتی پس از ربودن توپ از رنه هیگوئیتا دروازه بان افسانه ای کلمبیا در محوطه پشت ۱۸ قدم به کلمبیا زد از صحنه های بیادماندنی جام جهانی ۱۹۹۰ گردید